# Olimpíada d'escacs de 1952
L'olimpíada d'escacs de 1952 fou la desena Olimpíada oficial d'escacs, i la segona després de la Segona Guerra Mundial. Es va celebrar entre el 9 d'agost i el 31 d'agost a Hèlsinki, poc després dels Jocs Olímpics d'Estiu de 1952. L'única competició disputada fou un torneig obert.

## Torneig
Hi varen participar 140 jugadors dividits en 25 equips, formats cadascun per quatre taulers; cada equip podia disposar de fins a dos suplents. Els equips es varen dividir en tres grups de vuit o nou components; els primers tres classificats de cada grup es varen classificar per la final per les medalles, mentre que els següents tres classificats jugaren una Final "B" i els restants una Final "C". Fou la primera participació de la Unió Soviètica.

### Primera fase
Als primers dos grups no hi va haver massa lluita; Àustria era molt més feble que abans de la guerra, i fins i tot l'RDA, tot i que acabà quarta, ho va fer amb cinc punts menys que Iugoslàvia (tercera). Al tercer grup, la Unió Soviètica no va perdre cap partida, mentre que Finlàndia, els Estats Units i els Països Baixos es disputaven els dos darrers llocs classificatoris. A la penúltima ronda, encara, els Països Baixos perderen amb Israel, que no podria depassar Finlàndia per classificar-se al seu torn per a la final.
A la taula següent, cada columna representa un grup; en negreta hi ha els equips classificats per a la final, en cursiva aquells que disputaren la Final B.
| - Argentina - Txecoslovàquia - Cuba - Dinamarca - Anglaterra - RFA - Islàndia - Luxemburg - Sarre | - Àustria - Brasil - RDA - Itàlia - Iugoslàvia - Noruega - Suècia - Hongria | - Finlàndia - Grècia - Israel - Països Baixos - Polònia - Estats Units - Suïssa - Unió Soviètica |

### Segona fase
La Final estigué composta per nou equips; com que cadascun tenia una ronda de descans, la tendència a la classificació no estava massa clara. La Unió Soviètica es trobava en el sisè lloc després de quatre rondes, a tres punts i mig de Iugoslàvia, que anava al capdavant. Tres rondes més tard, tot i un empat doble amb Hongria i Txecoslovàquia, eren tercers, a dos punts i mig de Iugoslàvia, a la qual van superar la següent ronda en guanyar 3,5-0,5 contra la RFA, i Iugoslàvia, tot i superar els Estats Units a l'última ronda, va haver de conformar-se amb la medalla de bronze, després d'haver estat superat per l'Argentina.
La Unió Soviètica i l'Argentina també van guanyar quatre de les medalles d'or individuals (dues per banda); Txecoslovàquia, tot i que comptava amb només quatre jugadors, va reeixir en obtenir el quart lloc mercès principalment a la gran actuació de Kottnauer al quart tauler (12,5/15).

### Resultats absoluts

#### Final A
| Pos.              | Equip          | Jugadors | Punts |
| ----------------- | -------------- | --- | ----- |
| Medalla d'or      | Unió Soviètica | GM Paul Keres, GM Vassili Smislov, GM David Bronstein, GM Iefim Hèl·ler, GM Issaak Boleslavski, GM Aleksandr Kótov | 21    |
| Medalla de plata  | Argentina      | GM Miguel Najdorf, MI Julio Bolbochán, GM Erich Eliskases, GM Herman Pilnik, MI Hector Rossetto                    | 19,5  |
| Medalla de bronze | Iugoslàvia     | GM Svetozar Gligorić, MI Barslav Rabar, MI Petar Trifunović, MI Vasja Pirc, MI Andrija Fuderer, MI Borislav Milić  | 19    |
| 4                 | Txecoslovàquia | Miroslav Filip, MI Luděk Pachman, MI Jaroslav Šajtar, MI Čeněk Kottnauer, MI František Zíta, František Pithart     | 18    |
| 5                 | Estats Units   | GM Samuel Reshevsky, MI Larry Evans, MI Robert Byrne, MI Arthur Bisguier, MI George Koltanowski, Hans Berliner     | 17    |
| 6                 | Hongria        | GM László Szabó, MI Gedeon Barcza, MI József Szily, MI Tibor Flórián, József Pogáts, István Molnár                 | 16    |
| 7                 | Suècia         | GM Gideon Ståhlberg, MI Gösta Stoltz, MI Erik Lundin, Kristian Sköld, Inge Johansson, Gösta Danielsson             | 13    |
| 8                 | RFA            | Rudolf Teschner, MI Lothar Schmidt, Gerhard Pfeiffer, Herbert Heinicke, Wilfried Lange, MI Ludwig Rellstab         | 10,5  |
| 9                 | Finlàndia      | MI Eero Böök, MI Kaarle Ojanen, MI Osmo Kaila, Toivo Salo, Aatos Fred, Ilmari Niemelä                              | 10    |

#### Final B
| Pos. | Equip         | Jugadors | Punts |
| ---- | ------------- | --- | ----- |
| 10   | Països Baixos | MI Theodore Van Scheltinga, MI Lodewijk Prins, MI Jan Donner, MI Nicolaas Cortlever, Haije Kramer, Johan Barendregt | 21    |
| 11   | Israel        | MI Moshe Czerniak, Menachem Ore, MI Yosef Porath, Izak Aloni, Albert Mandelbaum                                     | 19,5  |
| 12   | Polònia       | Alfred Tarnowski, Andrzej Pytlakowski, MI Kazimierz Plater, Bogdan Śliwa, Władysław Litmanowicz, Izaak Grynfeld     | 16,5  |

#### Final C
| Pos. | Equip   | Jugadors | Punts |
| ---- | ------- | --- | ----- |
| 19   | Brasil  | MI Eugênio German, João Souza Mendes, José Mangini, Flávio de Carvalho jr, Oswaldo Cruz Filho, Fernando Vasconcellos                  | 18,5  |
| 20   | Grècia  | Georgios Gaitanaros, Kostantinos Tsiknopoulos, Fotis Mastihiadis, Ioannis Anagnostou, Theodoros Sakellaropoulos, Aristides Zografakis | 13,5  |
| 21   | Noruega | Aage Vestøl, Erling Myhre, Otto Morcken, Ernst Rojahn, Wilhelm Ramm, E. Madsen                                                        | 13    |

### Resultats individuals

#### Primer tauler
|                   | Jugador             | Equip     | Final | Punts | Partides | Percentatge |
| ----------------- | ------------------- | --------- | ----- | ----- | -------- | ----------- |
| Medalla d'or      | GM Miguel Najdorf   | Argentina | A     | 12,5  | 16       | 78,1        |
| Medalla de plata  | GM Gideon Ståhlberg | Suècia    | A     | 10    | 13       | 76,9        |
| Medalla de bronze | GM László Szabó     | Hongria   | A     | 10,5  | 14       | 75          |

#### Segon tauler
|                   | Jugador            | Equip          | Final | Punts | Partides | Percentatge |
| ----------------- | ------------------ | -------------- | ----- | ----- | -------- | ----------- |
| Medalla d'or      | GM Vassili Smislov | Unió Soviètica | A     | 10,5  | 13       | 80,8        |
| Medalla de plata  | MI Lothar Schimd   | RFA            | A     | 9     | 12       | 75          |
| Medalla de bronze | MI Braslav Rabar   | Iugoslàvia     | A     | 8     | 12       | 66,7        |

#### Tercer tauler
|                   | Jugador            | Equip          | Final | Punts | Partides | Percentatge |
| ----------------- | ------------------ | -------------- | ----- | ----- | -------- | ----------- |
| Medalla d'or      | GM David Bronstein | Unió Soviètica | A     | 8     | 10       | 80          |
| Medalla de plata  | MI Jan Donner      | Països Baixos  | B     | 10    | 13       | 79,6        |
| Medalla de bronze | MI Robert Byrne    | Estats Units   | A     | 10,5  | 15       | 70          |

#### Quart tauler
|                  | Jugador            | Equip          | Final | Punts | Partides | Percentatge |
| ---------------- | ------------------ | -------------- | ----- | ----- | -------- | ----------- |
| Medalla d'or     | MI Čeněk Kottnauer | Txecoslovàquia | A     | 12,5  | 15       | 83,3        |
| Medalla de plata | GM Iefim Hèl·ler   | Unió Soviètica | A     | 10,5  | 14       | 75          |
| Medalla de plata | Bogdan Śliwa       | Polònia        | B     | 9     | 12       | 75          |

#### Cinquè tauler (primer suplent)
|                   | Jugador            | Equip      | Final | Punts | Partides | Percentatge |
| ----------------- | ------------------ | ---------- | ----- | ----- | -------- | ----------- |
| Medalla d'or      | MI Héctor Rossetto | Argentina  | A     | 8     | 10       | 80          |
| Medalla de plata  | Dennis Horne       | Anglaterra | B     | 5,5   | 9        | 61,1        |
| Medalla de bronze | Wilfried Lange     | RFA        | A     | 5     | 10       | 50          |

#### Sisè tauler (segon suplent)
Només dos jugadors en aquest tauler varen jugar més de la meitat de les partides i foren per tant inclosos en aquesta classificació.
|                  | Jugador         | Equip   | Final | Punts | Partides | Percentatge |
| ---------------- | --------------- | ------- | ----- | ----- | -------- | ----------- |
| Medalla d'or     | Ludwig Rellstab | RFA     | A     | 6,5   | 9        | 72,2        |
| Medalla de plata | Izaak Grynfeld  | Polònia | B     | 7     | 10       | 70          |